# Hongdu JL-8
Hongdu JL-8 – chińsko-pakistański samolot treningowy opracowany w początku lat 90. XX wieku przez konsorcja Hongdu Aviation Industry Group oraz Pakistan Aeronautical Complex.
Pierwszy lot samolotu odbył się 13 grudnia 1990 roku. Produkcję seryjną podjęto w 1994, która trwa do dzisiaj. Samolot wyeksportowano do wielu krajów, głównie Azji Środkowo-Wschodniej, Afryki oraz Ameryki Płd.

## Użytkownicy Hongdu JL-8
- Boliwia – Siły powietrzne Boliwii zakupiły 6 samolotów. Dostawa ma być zakończona w 2011 roku.

- Egipt – Siły powietrzne Egiptu zakupiły 120 egzemplarzy tego samolotu.

- Ghana – Ghana zakupiła 4 samoloty.

- Mjanma – Mjanma zakupiła 12 sztuk samolotu.

- Namibia – Namibia również zakupiła 12 sztuk samolotu.

- Pakistan – Pakistan eksploatuje 71 samolotów w różnych wersjach. Samoloty zakupowane seriami od 1994 do 2009

- Chiny – Chiny używają obecnie 200 sztuk samolotu w różnych wersjach.

- Sri Lanka – Obecnie używanych jest tam 6 maszyn JL-8.

- Sudan – używa obecnie 12 samolotów.

- Tanzania – eksploatuje 6 sztuk samolotu.

- Wenezuela – Siły powietrzne Wenezueli zakupiły 6 samolotów, które dostarczono w marcu 2010 kolejnych 12 sztuk przybędzie do kraju w 2011 roku.

- Zambia – w Zambii piloci szkolą się na 6 egzemplarzach samolotu.

- Zimbabwe – Siły powietrzne Zimbabwe zakupiły 12 samolotów tego typu.

## Podobne konstrukcje
- BAE Hawk
- Aero L-39 Albatros
- Aermacchi MB-339